# علم الوراثة البيئي

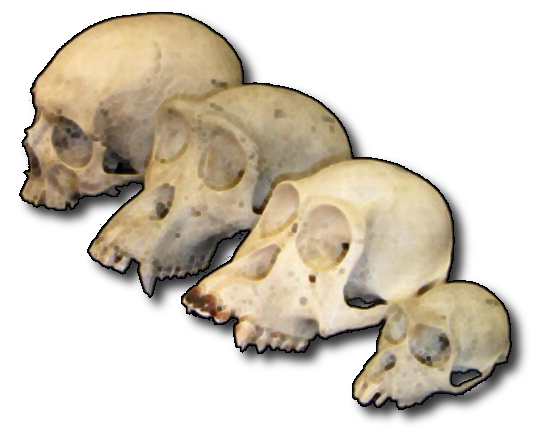
جماجم الرئيسيات تم تقديمها بإذن من متحف علم الحيوان المقارن التابع لجامعة هارفارد، والذي يُعد واحدًا من أبرز المراكز البحثية في مجال دراسة التنوع البيولوجي وعلم الأحياء المقارن.

علم الوراثة البيئي (بالإنجليزية: Ecological genetics) هو العلم المختص بدراسة الوراثة في المجموعات السكانية الطبيعية، وهو يختلف عن علم الوراثة الكلاسيكي الذي يركز على السلالات المخبرية، واختبارات تسلسلات الدنا التي تدرس الجينات على المستوى الجزيئي.
تتركز الأبحاث في هذا المجال على السمات ذات الدلالة البيئية ويَعني ذلك السمات المتعلقة باللياقة التي تؤثر على بقاء الكائن وتكاثره، من الأمثلة: وقت الإزهار، تحمل الجفاف، تعدد الأشكال، التنكر، وتجنب الهجومات من المفترسين.
تكون الأبحاث عادة خليطا بين دراسات ميدانية ومخبرية، حيث يمكن أن تؤخذ عينات من تجمعات طبيعية إلى المختبر لدراسة اختلافها الجيني، وتسجيل التغيرات في التجمعات بأوقات وأماكن مختلفة، وتتم دراسة أنماط الوفيات في هذه التجمعات كذلك. تُجرى البحوث عادة على الحشرات والكائنات الأخرى التي مدة الجيل الواحد فيها قصيرة.

## تاريخ
على الرغم من أنَّ دراسة النمو السكاني الطبيعي والعلوم المرتبطة به قديمة ومعروفة منذ زمنٍ طويل، ولكن من المُسلَّم به اليوم أنَّ عالم الأحياء الإنكليزي إدموند هنري فورد (1901 – 1988) هو المؤسِّس الحقيقي لهذا العلم وهو الذي جعله علماً مستقلاً قائماً بذاته في أوائل القرن العشرين، درس فورد علم الوراثة في جامعة أكسفورد على يد جوليان هكسلي، وبدأ أبحاثه في مجال علم الوراثة السكاني في عام 1924، ومع مرور الأيام صاغ تعريفه الرسمي لتعدُّد الأشكال الوراثي genetic polymorphism ، وكان فيشر يؤكِّد دوماً على أهميَّة قيم الانتقاء الطبيعيَّة وكان هذا أحد النتائج الرئيسيَّة لأبحاثه في المجموعات الطبيعيَّة، وكتب في هذا الصدد كتابه الشهير Ecological genetics والذي كان له تأثير علمي واسع النطاق، ومن بين العلماء الذين برزوا في هذا المجال أيضاً ثيودوسيوس دوبزانسكي الذي تركَّزت أبحاثه على تعدد الأشكال في صبغيات ذباب الفاكهة والتي أجراها مع زملائه في غرب الولايات المتحدة الأمريكية والمكسيك على مدار سنوات طويلة، وبصفته باحثاً روسيَّاً شاباً فمن الطبيعي أن يتأثر دوبزانسكي بالعالم سيرجي تشيتفيريكوف والذي يستحقُّ أيضاً تذكُّره بصفته أحد مؤسِّسي علوم الوراثة على الرغم من أنَّ أهميته العلميَّة لم تصبح موضع تقدير إلَّا بعد وفاته بوقتٍ طويل.
من الأسماء البارزة أيضاً في هذا المجال فيليب شيبارد، سيريل كلارك، برنارد كيتيلويل، وجميعهم تأثروا بقوة بأفكار إدموند فورد، وقاموا بأبحاثهم في فترة ما بعد الحرب العالمية الثانية بشكل جماعي، وألقت أعمالهم الضوء على الانتقاء في المجموعات الطبيعيَّة والتي كان دوره موضع شك في تلك الفترة، على كلِّ حال تحتاج الأبحاث التي تُجرى في هذا المجال لتمويل ودعم طويل الأمد وقد تستمر مشاريع البحث لفترة أطول من حياة الباحث، فعلى سبيل المثال بدأ أحد الأبحاث منذ 150 عاماً ولا يزال مستمراً حتى الآن ، وعلى الرغم من أنَّ تمويل هذه الأبحاث ما يزال ضعيفاً نسبياً ولكن على الأقل لم يعد أحدٌ يشك في قيمة هذه الأبحاث وأهميِّتها العلميَّة.

## تنوع الأشكال الحيوي
تنوُّع الأشكال الحيوي هو حدوث تعدُّد وتنوُّع في الأنماط الظاهريَّة للأحياء، ويستخدم هذا المصطلح أحياناً لتوضيح أنَّ الأشكال المورفولوجيَّة المختلفة يمكن أن تنشأ من نفس النمط الوراثي، في حين أنَّ مصطلح تعدد الأشكال الوراثية يستخدم من قبل علماء البيولوجيا الجزيئية بشكلٍ مختلف لوصف بعض الطفرات أو الاختلافات في النمط الوراثي مثل الأشكال المتعددة للنوكليوتيدات التي قد لا تتوافق دائماً مع النمط الشكلي الظاهري.
تعدُّد الأشكال وتنوعها شائع في الطبيعة ويرتبط بالتنوع البيولوجي والتنوع الجيني والتكيف، وعادةً ما يؤدي للاحتفاظ بمجموعة متنوعة من الأشكال المختلفة في مجتمع بيئي متنوع، وقد يكون تعدد الأشكال الجنسيَّة هو المثال الأكثر شيوعاً عليه، ومن الأمثلة الأخرى فصائل الدم المتنوعة والهيموغلوبين البشري والأنواع المختلفة من الفراشات والحشرات.
ينتج تعدُّد الأشكال عن عمليَّات تطوريَّة مختلفة وفقاً لنظريَّة التطور كما يفعل أي جانب من جوانب النوع، فهي في نهاية المطاف طريقة وراثية ويتمُّ تعديلها عن طريق الانتقاء الطبيعي حيث يُحدِّد التركيب الوراثي للفرد شكله الخارجي، ويشير مصطلح تعدُّد الأشكال أيضاً إلى ظهور أكثر من نوعين مختلفين من الناحية الهيكليَّة والوظيفيَّة، وعلى الرغم من الاستخدام العامِّي فإنَّ مصطلح تنوُّع الأشكال واسع جداً ولكنَّه في علم الأحياء يشير لمعنى مُحدَّد وبصورة خاصَّة عندما نتحدث عن شكلين ظاهريِّين فقط، مع الإشارة أيضاً إلى أنَّ هذا التعريف يحذف الخصائص التي تكون مختلفة بشكلٍ مستمر مثل الوزن على الرغم من أنَّه يحتوي على مكونات قابلة للتوريث، ولكنَّ تعدد الأشكال يتعامل مع الأشكال التي يكون الاختلاف فيها منفصلاً بشكل ثنائي وواضح، ومن الشائع استخدام عبارة "morph" أو «تعدد الأشكال» للإشارة للاختلافات الجغرافيَّة والمكانيَّة، ولكنَّ هذا الاستخدام خاطئ تماماً لأنَّ الاختلافات الجغرافيَّة قد تؤدي إلى حدوث تباين في الخصائص الشكليَّة ولكنَّ تعدد الأشكال الحقيقي يحدث ضمن تجمُّعات سكانيَّة واحدة.
استخدم هذا المصطلح لأول مرَّة لوصف الاختلافات الشكليَّة المرئيَّة ولكنَّه يستخدم حالياً ليصف الاختلافات غير المرئيَّة أيضاً مثل فصائل الدم على سبيل المثال والتي يمكن الكشف عنها عن طريق التحاليل المخبريَّة، ولا يتمُّ تصنيف الاختلافات النادرة أو الطفرات الوراثيَّة على أنَّها أشكال متعدِّدة، لأنَّ هذا التصنيف يتطلَّب أن يكون تواتر الصفة الشكليَّة أعلى من أن تُسبِّبه طفرات وراثيَّة جديدة، وإذا أردنا استخدام لغة الأرقام فإنَّه يجب أن يكون أكبر من 1% على الرغم من أنَّ هذه النسبة أعلى بكثير من أي معدَّل طبيعي للطفرات الوراثيَّة.

## إدموند فورد
يعتبر عالم الوراثة البيئية البريطاني إدموند فورد (1901 – 1988) أبرز علماء الأحياء البريطانيِّين في عصره، وأحد أهم الباحثين في مجال الانتقاء الطبيعي ودوره في عمليِّة التطوُّر في الطبيعة، شملت أبحاثه البكتيريا والحشرات وانتقل لاحقاً لدراسة علم الوراثة السكاني ويعتبر مؤسِّس علم الوراثة البيئية، حصل على وسام داروين من الجمعيَّة الملكيَّة البريطانيَّة في عام 1954.
ولد فورد في دالتون في إنكلترا عام 1901 وكان الابن الوحيد للمُدرس ورجل الدين هارولد فورد، بدأت مسيرته العلمية في جامعة أكسفورد حيث حصل على إجازة في الكلاسيكيَّات قبل أن يتحول إلى علم الأحياء، ودرس علم الوراثة على يد جوليان هكسلي والذي قال عنه: أنا مدين له بالكثير وخصوصاً الإلهام الذي منحني إياه، وعلى الرغم من أنَّ هكسلي بقي في جامعة أكسفورد لست سنوات فقط ولكنَّه كان أهم من أثَّر في علم الوراثة فيها في تلك الفترة، عُيِّن فورد معيداً في جامعة أكسفورد في مجال علم الأحياء في عام 1927 ومحاضراً في عام 1933 وتخصَّص في تدريس علم الوراثة في عام 1939 وأصبح مديراً لمختبر علم الوراثة ما بين الأعوام 1952 – 1969 وأستاذاً لعلم الوراثة البيئية 1963 – 1969.
كان فورد عالماً تجريبيَّاً ولذلك رغب في اختبار التطوُّر في الطبيعة، وهذا هو السبب الرئيسي الذي دفعه لاختراع علم الوراثة البيئية، وكانت أبحاثه الأولى التي أجراها على الفراشات والحشرات هي التي فتحت الطريق نحو تطور هذا العلم وترسيخ ركائزه، بالإضافة لذلك فقد كان أول من وصف الأشكال الوراثيَّة وتنوعها، وتنبَّأ بأنَّ تنوُّع فصائل الدم البشرية يمكن الحفاظ عليه في بيئة سكانيَّة معينة من خلال قوانين الوراثة [8]، أصبح فورد أستاذاً فخريَّاً لعلم الوراثة البيئية في جامعة أكسفورد واستمرَّ في الكتابة والتأليف حتى آخر أيام حياته.